# Gomes Pires
Gomes Pires foi um navegador português do século XV.

## Biografia
Ocupava o cargo de patrão de el-Rei e foi integrado na primeira tentativa de estabelecimento de relações comerciais no rio do Ouro, em 1444. Levava capitais régios, sob a forma de 2442 varas de linho, que lhe foram transmitidas pelo Infante D. Pedro, Duque de Coimbra, "que aaquelle tempo regya o rregno em nome delrey" (que naquele tempo era regente de Portugal em nome do rei D. Afonso V).
Nesta expedição fracassada, ordenada pelo Infante D. Pedro, tinha por companheiros Antão Gonçalves e Diogo Afonso. Em 1445 ainda no mesmo posto, integrou a expedição de Soeiro da Costa (alcaide-mor de Lagos) da qual Lançarote de Lagos, genro de Soeiro da Costa, era comandante-chefe.

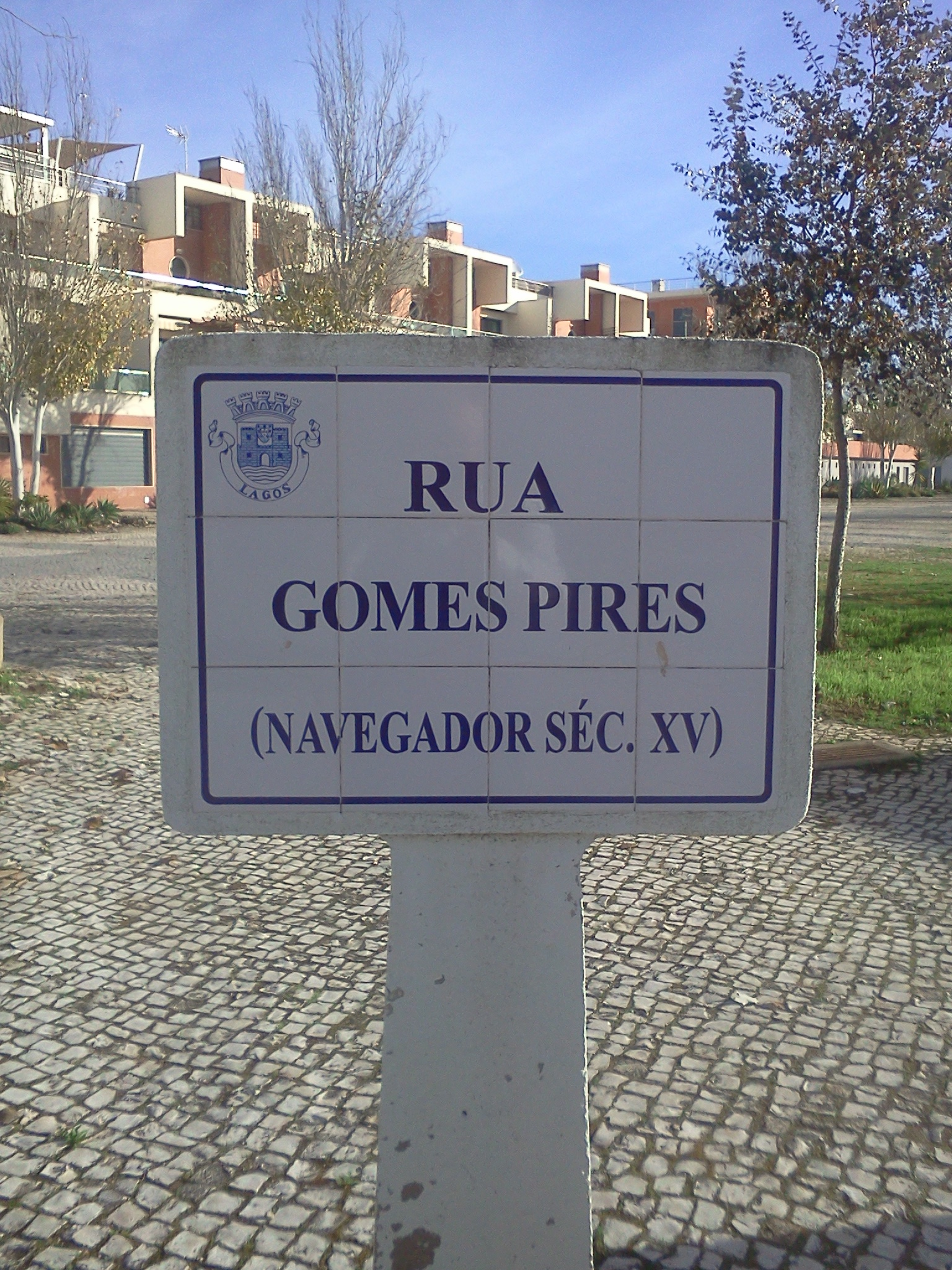
Placa toponímica da Rua Gomes Pires, na cidade de Lagos.

## Homenagens
O nome de Gomes Pires foi colocado numa rua na cidade de Lagos.